# Kungliga Humanistiska Vetenskapssamfundet i Uppsala
Kungliga Humanistiska Vetenskapssamfundet i Uppsala (HVU) är en svensk kunglig akademi.
Humanistiska Vetenskapssamfundet inledde sin verksamhet 1889 med en donation av J. Westin som ekonomisk grundval. Enligt stadgarna, som stadfästes av Kungl. Maj:t den 28 mars 1896, är samfundets ändamål att främja utvecklingen av de filosofiska, historiska och filologiska vetenskaperna. Antal ledamöter är högst 50. Medlemskap i samfundet förkortas LHVS.
Humanistiska Vetenskapssamfundet utger sedan 1890 skriftserien Skrifter utgivna av K. Humanistiska vetenskapssamfundet i Uppsala, och sedan 1943 årsboken Årsbok. Kungl. Humanistiska vetenskaps-samfundet i Uppsala (= Annales Societatis litterarum humaniorum regiae Upsaliensis).

## Priser
Humanistiska Vetenskapssamfundet delar ut Arguspriset för humaniora och Westinska priset.